# 이반 립킨

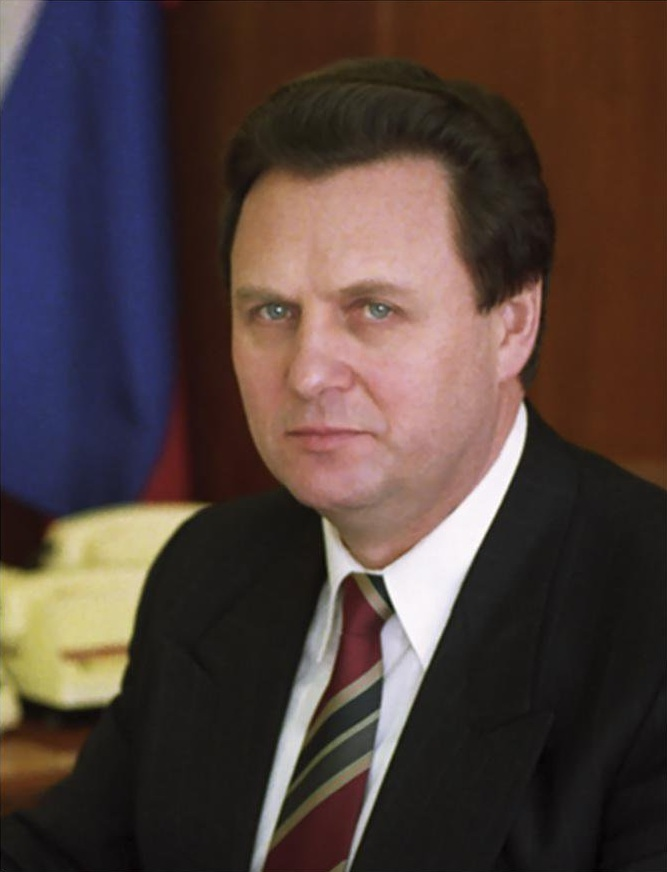
이반 립킨

이반 페트로비치 립킨(러시아어: Иван Петрович Рыбкин, 1945년 1월 5일 ~ )는 러시아의 정치인이자, 러시아 농업당의 멤버이다. 러시아 연방 의회 하원 국가 두마 의장과 안전 보장 회의 서기를 역임했다.